# Utah State Route 154
Die Utah State Route 154 (SR-154) oder Bangerter Highway (benannt nach dem früheren Gouverneur von Utah Norman H. Bangerter) ist eine weitgehend höhengleich verlaufende Schnellstraße in Salt Lake City, die von Draper (Utah) westwärts und nach Nord durch den Westlichen Teil vom Salt Lake County bis zum Flughafen „Salt Lake City International Airport“ verläuft.
Nach über zwanzigjähriger Planung folgte 1988 der Baubeginn und bis 1998 die Freigabe in Etappen. Die Strecke ist überwiegend sechsspurig ausgebaut und größtenteils in getrennten Richtungsfahrbahnen geführt.
Die ursprünglichen Pläne sahen einen Verlauf durch die westlichen Vorstädte von Salt Lake City vor, die den Bangerter Highway nördlich des Salt Lake City International Airport ins Davis County führen sollten. Die vorgesehenen Routen nördlich des Flughafens wurden zu keiner Zeit planreif, während das ursprüngliche Südende von der Redwood Road bis zur Interstate 15 erweitert wurde.

## Geschichte
Die zwischen 1933 und 1969 als Utah State Route 154 bezeichnete Strecke lag 80 Meilen nördlicher und verlief im Norden des Bundesstaates Utah von Garland bei Tremonton und endete nördlich vom sieben Meilen entfernten Collinston.
Damals war sie die Verbindung der zwischen 1927 und 1962 bezeichneten Utah State Route 41, der heutigen Utah State Route 82 und der ehemaligen Utah State Route 69, einem Teil der heutigen Utah State Route 30.
In den 1960er Jahren begannen die Planungen für einen „West Valley Highway“ als ein mit Bundes-Subventionen finanziertes Projekt. Sie beschrieben weitgehend den heutigen Streckenverlauf von der Kurve zwischen der Utah State Route 68 und der 15300 South Richtung Norden zur Interstate 80 und führten westlich um den damaligen „Salt Lake City Municipal Airport No. 1“, dem heutigen Flughafen „Salt Lake City International Airport“, der Kurve der 4000 West Richtung Osten folgend, zur 2200 North und an der Interstate 215 endend.
Im Jahr 1989 schlug die „Utah Transportation Commission“, ein unabhängiger Verkehrsausschuss, vor, den „West Valley Highway“ als „State Route 154“ zu führen und den damals neuen Entwurf eines Korridors die Interstate 15 in Richtung West mit der 13400 South auf Höhe der 3200 West anzuschließen, sowie den alten Entwurf, nördlich die Interstate 80 anzubinden, umzusetzen.
Auf Initiative von Gouverneur Norman H. Bangerter, einem langjährigen Einwohner von West Valley City, wurden die Mittel für das Projekt aus dem allgemeinen Haushalt des Bundesstaates bewilligt. Darauf wurde das Teilstück zwischen der 2100 South (Utah State Route 201) und der 3500 South (Utah State Route 171) am 26. November 1991 eröffnet, worauf der Verkehrsausschuss im Mai 1993 vorschlug, die Strecke nach Bangerter zu benennen. Das letzte Teilstück zur Interstate 15 wurde am 17. November 1998 dem Verkehr übergeben.

## Verkehrsflussoptimierung
Im Jahr 2007 wurde die Kreuzung zur 3500 South (Utah State Route 171) zur Continuous-flow Intersection umgebaut, da sie an Werktagen von bis zu 100.000 Fahrzeugen benutzt wurde. Bis 2012 wurden sechs weitere Kreuzungen bis zur 7000 South (Utah State Route 48) auf diese Weise umgebaut und vermeidbare Verkehrskonflikte beseitigt. Die Anschlussstelle zum 2100 South Freeway (Utah State Route 201), einer Raute wurde zur Diverging Diamond Interchange ausgebaut.

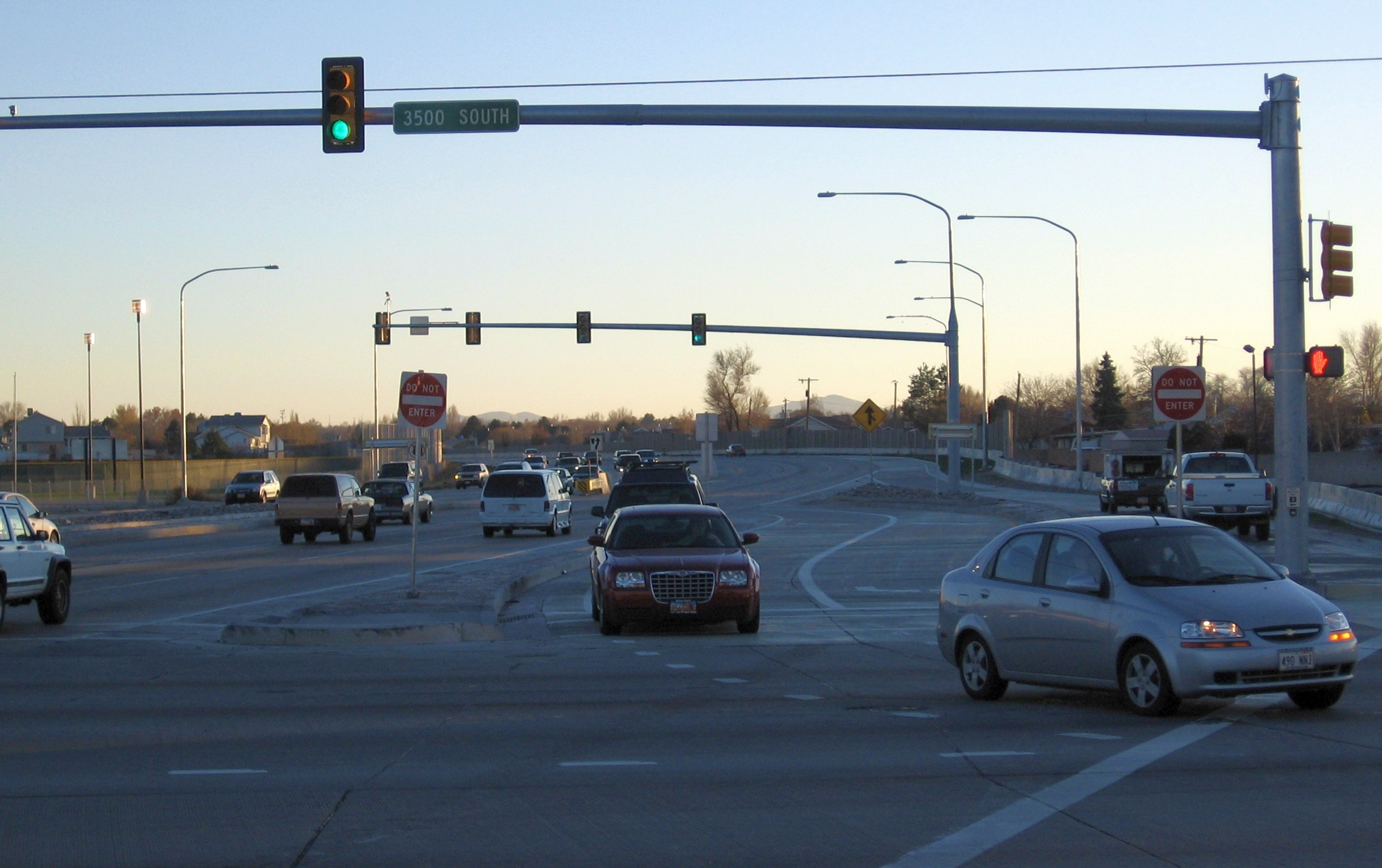
Die Kreuzung mit kontinuierlichem Verkehrsfluss an der 3500 South

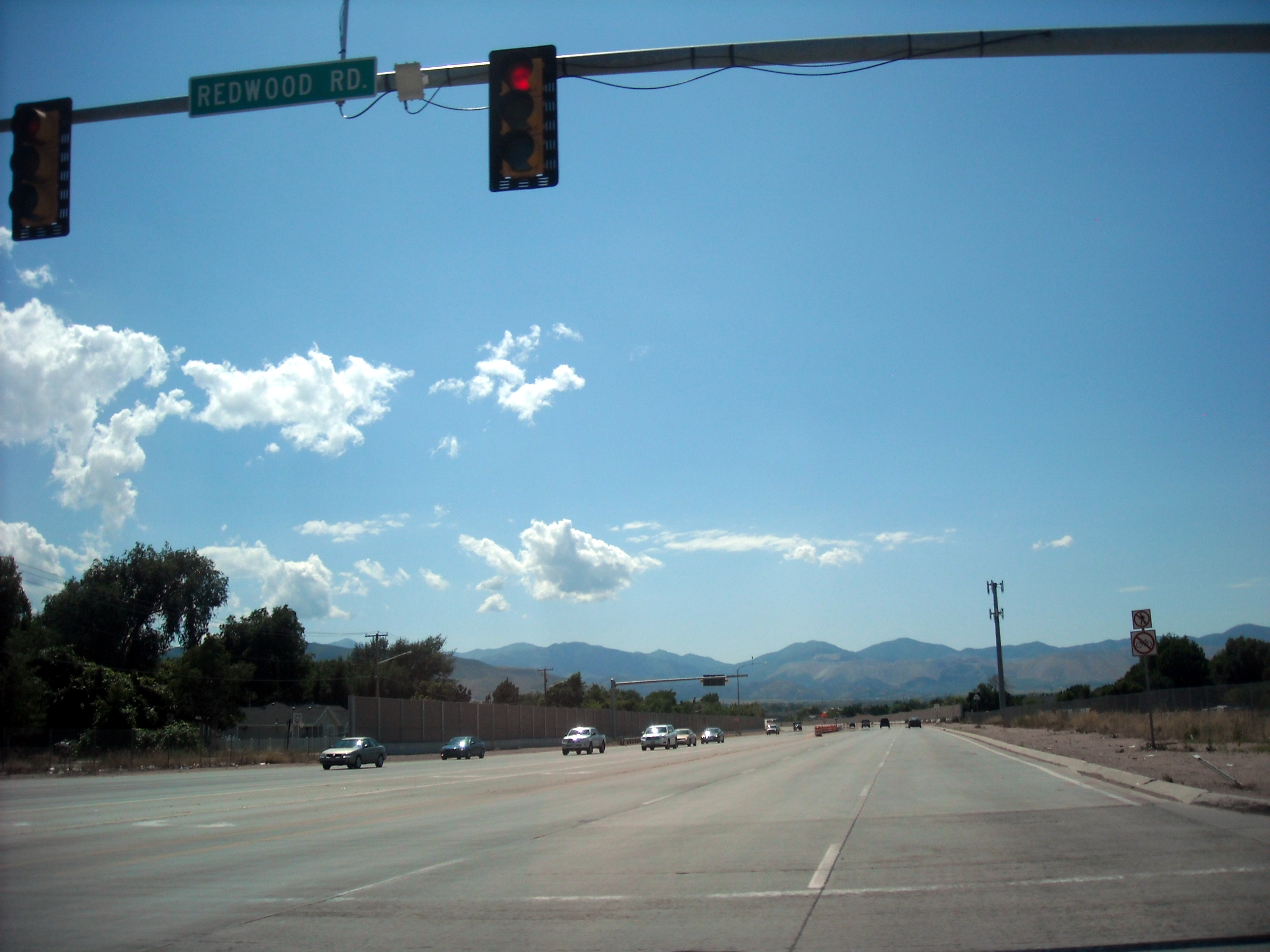
Bangerter Highway in Richtung west an der Redwood Road (Utah State Route 68)

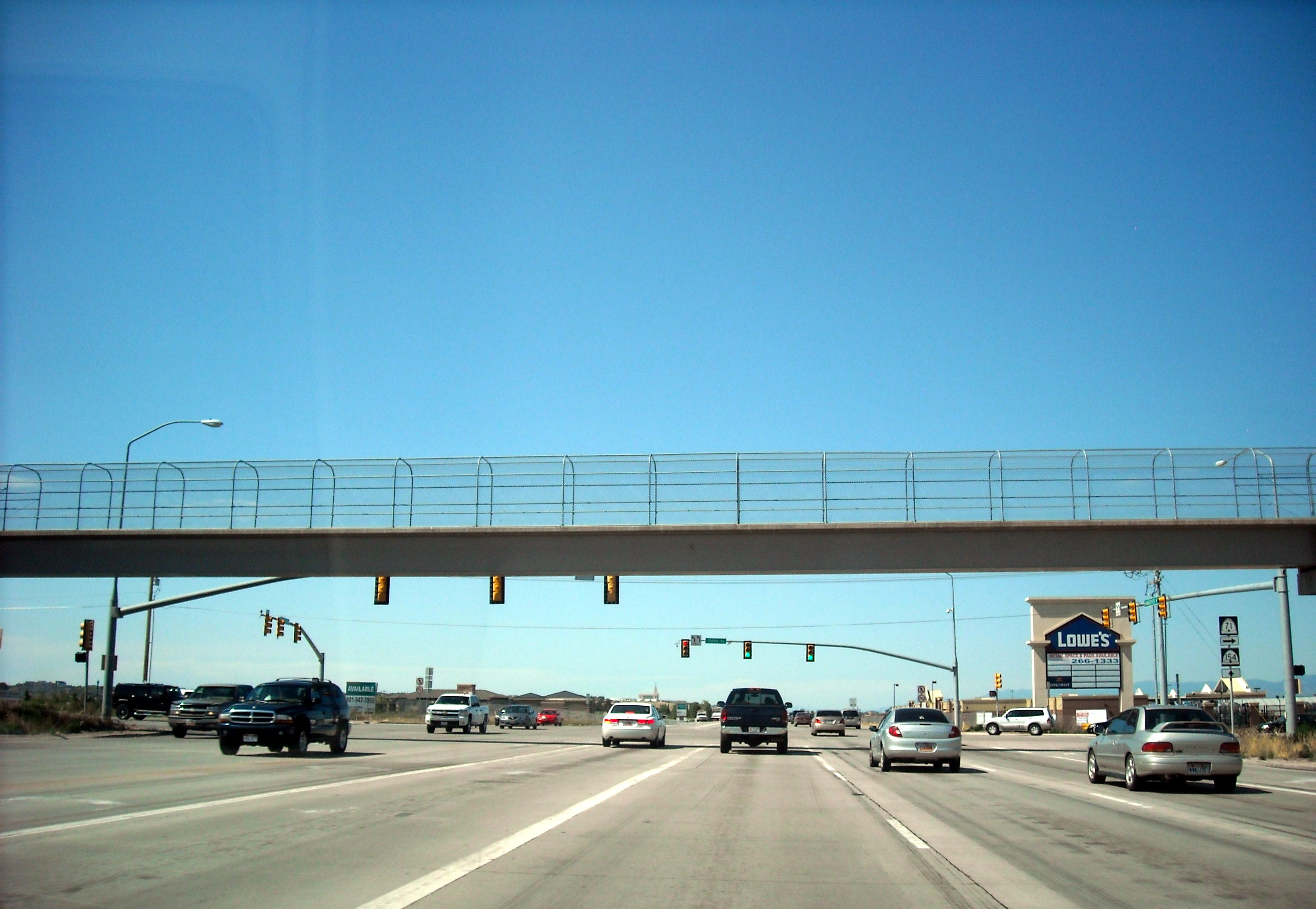
Bangerter Highway an der 12600 South

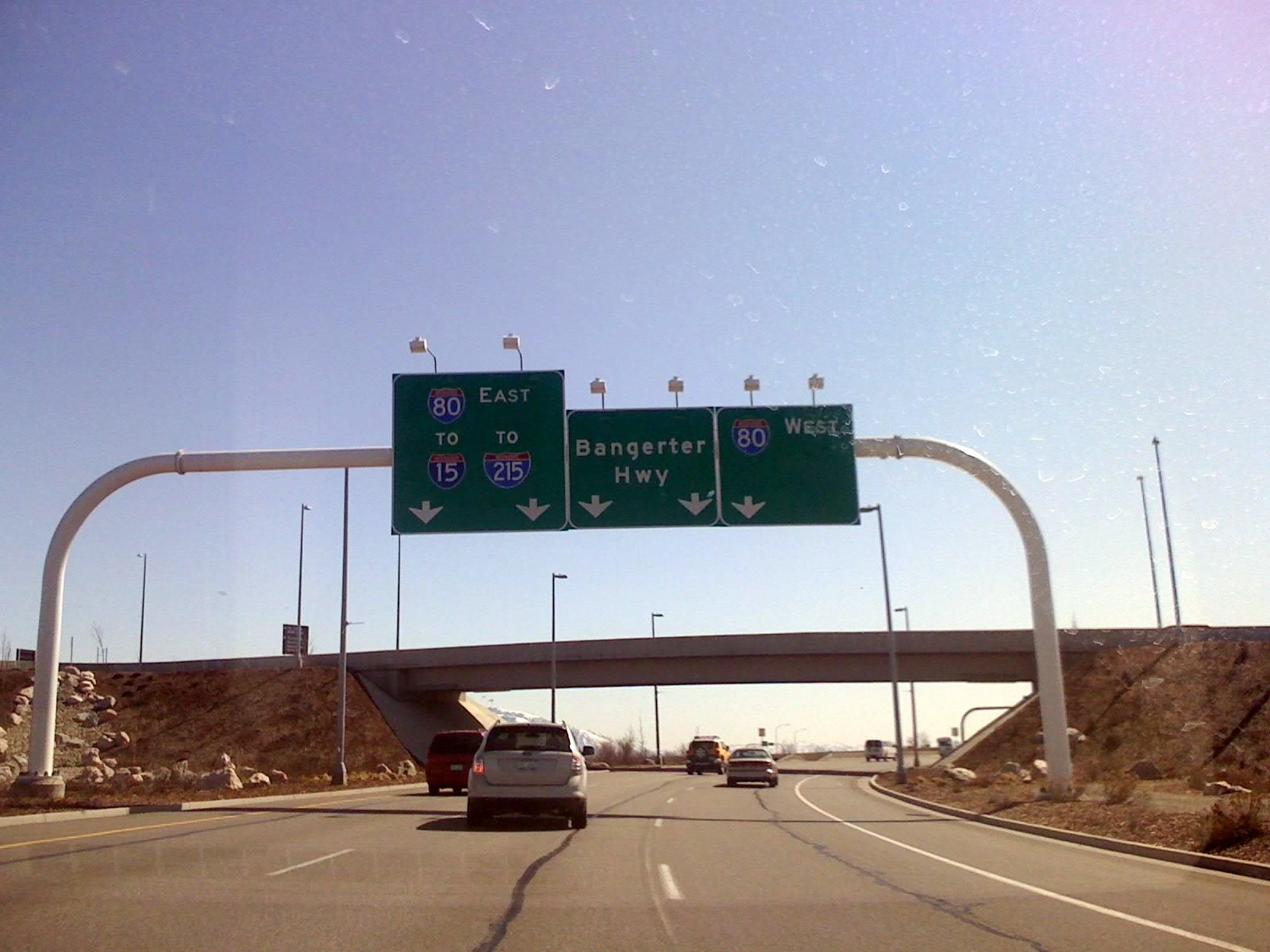
Bangerter Highway nördlich an der Interstate 80

## Streckverlauf
Der gesamte Streckenverlauf liegt im Salt Lake County, innerhalb der Stadtgebiete von Draper
Bluffdale, Riverton, South Jordan, West Jordan, Taylorsville, West Valley City und Salt Lake City
| Stadt               | Meile                                                                                            | Anbindung                                          | Anschlusstyp / Bemerkung       |
| ------------------- | ------------------------------------------------------------------------------------------------ | -------------------------------------------------- | ------------------------------ |
| Draper              | 0.000                                                                                            | 13800 South, Bangerter Parkway                     |                                |
| Draper              | 0.209                                                                                            | 150 East                                           |                                |
| Draper              | 0.467                                                                                            | I-15 Provo, Salt Lake City, Las Vegas, Los Angeles | Single-point urban interchange |
| Draper              | 0.798                                                                                            | 200 West                                           |                                |
| Riverton, Bluffdale | 3.242                                                                                            | Utah State Route 68, Redwood Road                  |                                |
| Riverton, Bluffdale | 4.244                                                                                            | 2700 West                                          |                                |
| Riverton            | 5.751                                                                                            | 13400 South                                        | Continuous-flow Intersection   |
| Riverton            | 6.759                                                                                            | Utah State Route 71, 12600 South                   |                                |
| South Jordan        | 8.274                                                                                            | Utah State Route 175, 11400 South                  |                                |
| South Jordan        | 9.600                                                                                            | 10400 South                                        |                                |
| South Jordan        | 10.384                                                                                           | 9800 South                                         |                                |
| West Jordan         | 11.390                                                                                           | 9000 South                                         |                                |
| West Jordan         | 12.884                                                                                           | Utah State Route 48 7800 South                     | Single-point urban interchange |
| West Jordan         | 13.885                                                                                           | 7000 South                                         | Continuous-flow Intersection   |
| Taylorsville        | 14.893                                                                                           | 6200 South                                         | Continuous-flow Intersection   |
| Taylorsville        | 15.930                                                                                           | Utah State Route 173, 5400 South                   | Continuous-flow Intersection   |
| Taylorsville        | 16.939                                                                                           | 4700 South                                         | Continuous-flow Intersection   |
| West Valley City    | 16.939                                                                                           | 4700 South                                         |                                |
| 17.936              | 4100 South                                                                                       | Continuous-flow Intersection                       |                                |
| 18.946              | Utah State Route 171, 3500 South                                                                 | Continuous-flow Intersection                       |                                |
| 19.455              | 3100 South                                                                                       | Continuous-flow Intersection                       |                                |
| 19.991              | Parkway Boulevard                                                                                |                                                    |                                |
| 20.513              | 2400 South                                                                                       |                                                    |                                |
| 20.839              | Frontage Road                                                                                    |                                                    |                                |
| 21.013              | Utah State Route 201, Magna, Salt Lake City                                                      | Diverging Diamond Interchange                      |                                |
| 21.013              | Utah State Route 201, Magna, Salt Lake City                                                      | Diverging Diamond Interchange                      | Salt Lake City                 |
| 21.388              | 1820 South                                                                                       |                                                    |                                |
| 22.267              | California Avenue                                                                                |                                                    |                                |
| 23.708              | I-80 North Temple Street, Salt Lake City Center, Ogden, Provo, Cheyenne (Wyoming), Reno (Nevada) | Kleeblatt alte Utah State Route 186                |                                |
| 24.319              | Flughafen: Salt Lake City International Airport                                                  | Verlauf nördlich der Interstate 80                 |                                |